# هوش مصنوعی خودمختار
هوش مصنوعی عاملی(خودمختار) (به انگلیسی: Agentic AI) شاخه‌ای از هوش مصنوعی است که بر سامانه‌های خودمختار تمرکز دارد؛ سامانه‌هایی که می‌توانند بدون دخالت انسان تصمیم‌گیری کرده و وظایف را انجام دهند. این سامانه‌ها به‌طور خودکار براساس شرایط واکنش نشان داده و نتایج فرآیندی تولید می‌کنند. این حوزه با «خودکارسازی عاملی» (سامانه‌های مدیریت فرآیند مبتنی‌بر عامل) در زمینه اتوماسیون فرآیند ارتباط تنگاتنگی دارد. کاربردهایی مانند توسعه نرم‌افزار، پشتیبانی مشتری، امنیت سایبری و هوش تجاری را شامل می‌شود.

## مروری کلی
مفهوم اصلی هوش مصنوعی عاملی، استفاده از «عامل‌های هوش مصنوعی» برای انجام وظایف به‌صورت خودکار و بدون دخالت انسان است. در حالی که اتوماسیون فرآیند رباتیک (RPA) و عامل‌های هوش مصنوعی می‌توانند برای خودکارسازی وظایف خاص یا پشتیبانی از تصمیم‌گیری مبتنی بر قاعده برنامه‌ریزی شوند، قواعد آن‌ها معمولاً ثابت هستند. هوش مصنوعی عاملی به‌صورت مستقل عمل کرده و با یادگیری پیوسته و تحلیل داده‌های بیرونی و مجموعه‌های داده پیچیده، تصمیم‌گیری می‌کند.
عامل‌ها براساس محیط ممکن است از تکنیک‌هایی مانند پردازش زبان طبیعی، یادگیری ماشین و بینایی رایانه‌ای بهره‌جویند. به‌ویژه، یادگیری تقویتی نقش کلیدی در انتخاب‌های خودهدایت‌شونده دارد. عامل‌ها در این روش از طریق آزمون و خطا با دریافت پاداش یا جریمه تصمیمات خود را بهبود می‌بخشند. همچنین یادگیری عمیق با شبکه‌های عصبی چندلایه، به جای استفاده از سیستم‌های قانون‌محور، ویژگی‌ها را از داده‌های پیچیده استخراج می‌کند. ترکیب این دو روش باعث می‌شود هوش مصنوعی عاملی بتواند به‌صورت پویا عمل کرده و رفتارهای پیچیده را با کنترل کم از سوی انسان انجام دهد.

## تاریخچه
برخی ریشه‌های مفهومی هوش مصنوعی عاملی را به آقای آلن تورینگ درباره هوش ماشینی و پژوهش‌های نوربرت وینر درباره سیستم‌های بازخوردی نسبت می‌دهند. واژه «سامانه مدیریت فرآیند مبتنی‌بر عامل» از سال ۱۹۹۸ برای توصیف استفاده از عامل‌های خودمختار در مدیریت فرآیند کسب‌وکار به‌کار رفته‌است. همچنین نظریه «عاملیت» توسط آلبرت بندورا در سال ۲۰۰۸ مطرح شد.
پیشرفت‌هایی مانند دیپ بلو آی‌بی‌ام، توسعهٔ یادگیری ماشین، ادغام هوش مصنوعی در رباتیک و ظهور مدل‌های زایشی نظیر GPT و پلتفرم نیروی کارگزاری سیلزفورس، گام‌هایی مهم در مسیر رشد این حوزه بوده‌اند.
در دههٔ گذشته، پیشرفت در یادگیری عمیق، یادگیری تقویتی و شبکه‌های عصبی امکان یادگیری و تصمیم‌گیری خودکار را فراهم کرده‌است. کاربرد در خودروی خودران، خودکارسازی صنعتی و مراقبت شخصی‌سازی‌شده گواهی بر این امر هستند.
در سال ۲۰۲۵، مؤسسه فورستر هوش مصنوعی عاملی را به‌عنوان یکی از فناوری‌های نوظهور برجسته نام برد.

## کاربردها
کاربردهای هوش مصنوعی عاملی عبارتند از:
- توسعه نرم‌افزار – عامل‌های کدنویسی قادرند برنامه‌ای بزرگ بنویسند و بازبینی کنند و حتی به «مهندسی معکوس» مشخصات از روی کد بپردازند.[۱۰]
- پشتیبانی مشتری – توانایی چت‌بات‌ها برای پاسخگویی به سؤالات متنوع بهبود می‌یابد.[۱۰]
- فرآیندهای سازمانی – توانایی اتوماتیک‌سازی وظایف تکراری بدون نیاز به API‌های از پیش تعریف‌شده.[۱۰]
- امنیت سایبری – عامل‌ها می‌توانند تهدید را در زمان واقعی شناسایی و پاسخ دهند.[۱۰]
- هوش تجاری – ایجاد تحلیل‌های قابل‌فهم‌تر و پاسخ به دستورات زبانی.[۱۰]
- کاربردهای صنعتی واقعی – چند مثال:
  - نگهداری پیش‌بینانه صنعتی – شرکت زیمنس با تحلیل دادهٔ حسگرها، خرابی احتمالی را پیش از وقوع پیش‌بینی می‌کند.[۱۱]
  - معاملات الگوریتمی – در JPMorgan از ابزار «LOXM» برای معاملات پرسرعت خودکار استفاده می‌شود.[نیازمند منبع]
  - تشخیص پزشکی – همکاری گوگل و بیمارستان مورفیلد در تشخیص بیماری‌های چشمی با دقت ۹۴٪.[۱۲]
  - خرده‌فروشی – فروشگاه والمارت از چت‌بات‌ها برای پاسخگویی به ۸۰٪ درخواست‌ها استفاده می‌کند.[نیازمند منبع]

## مفاهیم مرتبط
خودکارسازی عاملی به کاربرد هوش مصنوعی عاملی در ساخت و اجرای گردش‌کار گفته می‌شود. مدل‌های زبانی بزرگ قادرند گردش‌کاری خودکار تعریف و اجرا کنند.
در حالی که هوش مصنوعی عاملی بر تصمیم‌گیری تمرکز دارد، هوش مصنوعی مولد بر تولید محتوای جدید است.
اتوماسیون فرایند رباتیک به ابزارهایی اشاره دارد که وظایف تکراری را با جریان‌های کاری از پیش تعریف‌شده انجام می‌دهند. هوش مصنوعی عاملی پویا است و می‌تواند داده‌های غیرساختاریافته را پردازش کرده و با کاربران تعامل کند.

## همچنین ببینید
- عامل هوشمند
- پروتکل متن مدل
- عامل منطقی
- عامل نرم‌افزاری